# Noorat
Noorat – miasto w Australii, w stanie Wiktoria.